# Кюнринги
Кюнрингите (на немски: Kuenringer, „Chuenringe(r)“) са австрийски благорднически род (ministerialis) на левия бряг на Дунав, южно от Егенбург. За пръв път са споменати в документ от 1132 г.
Прародител е Ацо фон Гобатсбург от Саксония или от Рейнланд (Трир), който през 11 век е изпратен с рицари от архиепископ Попо от Трир (1016–1047) на помощ на брат му маркграф Леополд II в днешна Долна Австрия. Той става маршал и получава дарения. По времето на управлението на маркграф Ернст (1055–1075) те започват да се заселват във Валдфиртел. През 12 и 13 век фамилията има собствености във Валдфиртел, Вайнфиртел и Вахау. През 1138 г. Хадмар I основава манастир Цветл и построява замък Кюнринг и замък Дюрнщайн (близо до манастир Тегернзе). През 13 век те ръководят въстание на благородници против херцог Фридрих II от Бабенбергите. Те се застъпват за поставянето на Отокар Премисъл и по-късно са в опозиция към Албрехт I от Хабсбургите.
Кюнрингите измират през 1594 г. Последният от рода е Йохан VI Ладислаус (или Ханс Ласла фон Кюнринг), който умира на 9 декември 1594 г. и е погребан в църквата на Зеефелд-Кадолц. Като наследници на Кюнрингите се смятат Лихтенщайните.
В легендата те се наричат сами „Хунде фон Кюнринг“ и живеят по-нататък като опасни грабливи рицари.

## Генеалогия
- Ацо фон Гобатсбург (ок. 1059)
  - Рицо (или също Ницо)
    - Хадмар I фон Кюнринг († 27 май 1138), бездетен
    - Пилгрим
    - Алберо II

  - Ансхелм
  - Алберо I
    - Алберо III
      - Хадмар II фон Кюнринг († 22 юли 1217), 1192 г. държи затворен в замък Дюрнщайн английския крал Ричард Лъвското сърце.
        - Хадмар III фон Кюнринг (1185-~1231), (Хунд фон Кюнринг)
        - Хайнрих III фон Кюнринг, (Хунд фон Кюнринг)

    - Лойтхолд I фон Кюнринг (1260–1312)